# Закржевский, Пьер
Пьер Закржевский (англ. Pierre Zakrzewski; август 1966 — 14 марта, 2022, Горенка, Украина) — американский журналист телеканала «Fox News Channel», оператор и фотограф.

## Биография
Пьер Закржевский родился в августе 1966 года в семье поляка и француженки.. В 1984 году он окончил колледж Святого Конлета в Боллсбридже. Он поднялся на Эверест без кислородного баллона.
Фотографировал военные конфликты в Ираке, Афганистане и Сирии.
С начала российского вторжения на территорию Украины Пьер Закржевский работал в Украине. Пьер Закржевский спас жизнь Бенджамину Холлу, который потерял одну ногу полностью и ступню на другой ноге, утратил функции руки и глаза. По мнению исполнительного директора Fox News Media Сюзанны Скотт: 

Его таланты были безграничны, и не было роли, в которой он не участвовал бы, чтобы помочь в этой области — от фотографа до инженера, от редактора до продюсера — и он делал все это под огромным давлением с огромным мастерством. Он был глубоко привержен рассказу этой истории, а его храбрость, профессионализм и трудовая этика были известны среди журналистов всех СМИ
Пьер погиб в ходе российской войны против Украины при обстреле села Горенка под Киевом. На похоронах присутствовали министр иностранных дел Ирландии Саймон Ковени и адъютанты, представляющие президента, представители посольств США, Украины, Польши и Франции.

## Награды
- Награда «Невоспетый герой» на церемонии FOX News Media Spotlight Awards (декабрь 2021)[11] — за то, что смог вывезти афганских внештатных сотрудников и их семей из Афганистана, когда оттуда вышли силы США[6]

## Память
Канал Fox News назвал свое лондонское отделение в честь Пьера Закржевского.